# チャウダーズ
チャウダーズ（Chowder's）は、関東に店舗を展開するスープの専門店。
運営は東京都港区に本社をおく株式会社ペンテ（英：pENTe CORPORATION）。旧社名は株式会社チャウダーズ（英：Chowders Corporation）であったが、2014年12月5日に現社名に改名した。さらに2017年12月26日、ペンテから分割して株式会社チャウダーズ（2代目）となり、2018年4月にロイヤルホールディングスの子会社となった。

## 店舗情報

### Chowder's
- 汐留店

〒105-7101　東京都港区東新橋1-5-2　汐留シティセンター1F
- 大手町店

〒100-0004　東京都千代田区大手町1-5-5　大手町タワーB2F
- ららぽーと豊洲店

〒135-8614　東京都江東区豊洲2-4-9　アーバンドック ららぽーと豊洲1F
- 東京ミッドタウン店

〒107-0052　東京都港区赤坂9-7-4　東京ミッドタウン ガレリアB1F
- 中部国際空港FLIGHT OF DREAMS店

〒479-0881　愛知県常滑市セントレア1-1　FLIGHT OF DREAMS2F

### TRUE SOUP
- 羽田空港国際線ターミナル店

〒144-0041　東京都大田区羽田空港2-6-5　羽田空港国際線ターミナル内
- 中部国際空港店

〒479-0881　愛知県常滑市セントレア1-1　中部国際空港旅客ターミナルビル4F
- 横浜ジョイナス店

〒220-0005　神奈川県横浜市西区南幸1-5-1　横浜ジョイナスB1F

## コラボレーション
- 2010年11月 - プロントコラボ企画「ボストンクラムチャウダーリゾット」[3]
- 2011年5月 - プロントコラボ企画2弾「ローステッド・トマトチャウダー」[4]
- 2011年9月 - プロントコラボ企画3弾「シアトル・マッシュルームビスク」
- 2011年10月 - 映画「ウィンターズ・ボーン」タイアップ[5]

## 会社概要
1994年8月に設立した株式会社エクスプレスのフードサービス事業部を分社化し、2007年に設立。関東を中心に7店舗のスープ専門店「Chowder’s」と3店舗のミニドーナツ「Lil' Donuts」の展開・運営を行う。2010年9月には、インターネットで冷凍スープの通信販売を開始した。
2011年10月には2011年オスカーノミネート作品「ウィンターズ・ボーン」とタイアップし、サービスの提供を行う。
2013年9月14日には、表参道ヒルズにアメリカ・シアトルのポップコーン専門店「ククルザ　ポップコーン（KuKuRuZa Popcorn）」の日本1号店をオープンした。

### その他の業態

#### Lil' Donuts Natural
- ららぽーと豊洲店

〒135-8614　東京都江東区豊洲2-4-9　アーバンドックららぽーと豊洲1F

#### Lil' Donuts
- 三井アウトレットパーク入間店

〒358-8515　埼玉県入間市宮寺3169-1　三井アウトレットパーク 入間2F
- 三井アウトレットパーク札幌北広島店

〒061-1278　北海道北広島市大曲幸町3丁目7-6　三井アウトレットパーク 札幌北広島2F

#### KuKuRuZa Popcorn
- 表参道ヒルズ店

〒150-0001　東京都渋谷区神宮前4-12-10　表参道ヒルズ 同潤館1Ｆ
- 三井アウトレットパーク 木更津店

〒150-0001　千葉県木更津市金田東三丁目1番1

### 関連会社
- ロイヤルホールディングス株式会社（2018年4月からのチャウダーズの親会社）
- 株式会社エクスプレス